# سرگئی پروکودین-گورسکی
سرگئی میخائیلوویچ پروکودین گورسکی  (زاده ۱۸۶۳ - درگذشته ۱۹۴۴) شیمیدان روسی بود که زندگی حرفه‌ای خود را وقف پیش‌برد عکس‌برداری کرد.
او با استفاده از فناوری خاصی سه نگاره از موضوع با فیلترهای مختلف رنگی می‌گرفت. نتیجه کار وقتی با دستگاه نورافکن نمایش داده می‌شد به صورت رنگی دیده می‌شد.
وی از ۱۹۰۵ پروژه‌ای را برای تصویربرداری رنگی از سراسر امپراتوری روسیه طراحی و پیاده کرد.
سرگئی میخائیلوویچ پروکودین گورسکی در سال ۱۹۱۸ کشورش را ترک کرد و مدتی در نروژ و بریتانیا سپری کرد و سپس در فرانسه سکونت گزید. خانواده‌اش، صفحه‌های شفاف شیشه‌ای را که او با آنها عکس می‌گرفت، در زیرزمین خانه پاریس نگه‌داشتند و در سال ۱۹۴۸ به همراه عکس‌ها، به کتابخانه کنگره آمریکا فروختند.

## نگارخانه
بعضی از تصاویر (عکس‌برداری شده بین ۱۹۰۵ و ۱۹۱۵):

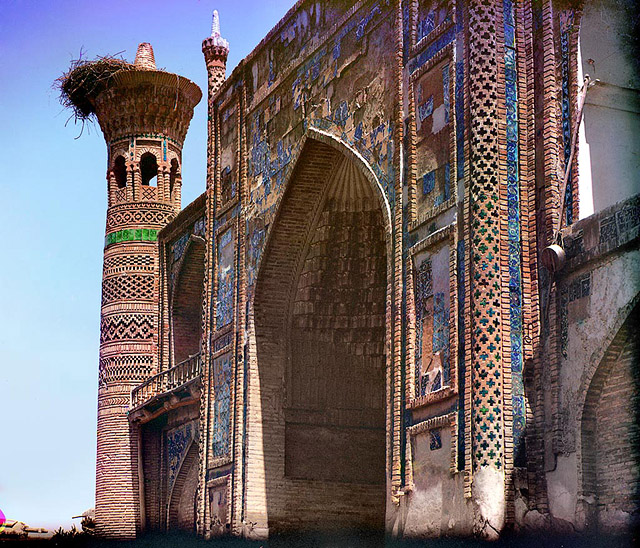
مسجدی مخروبه در سمرقند
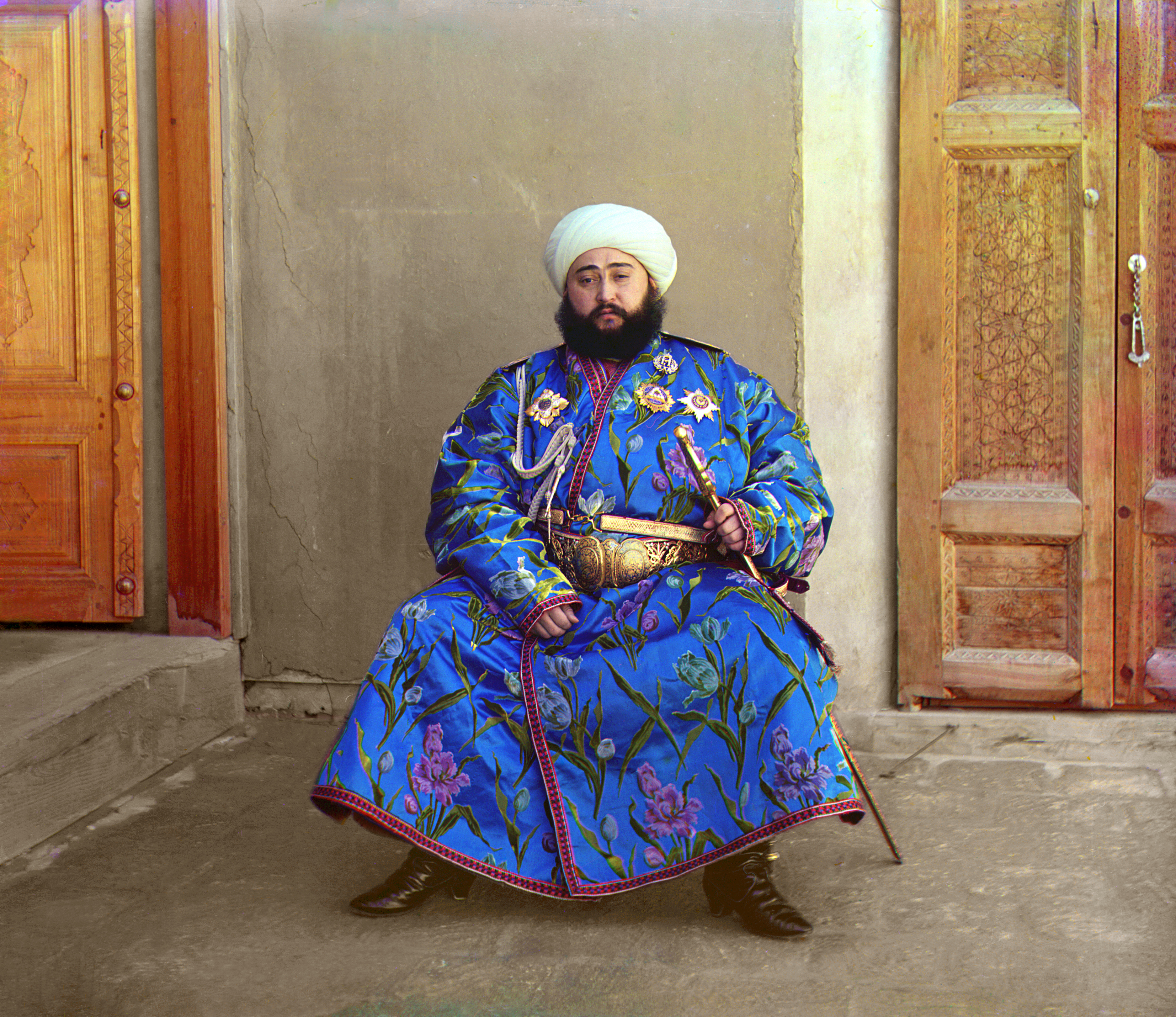
امیر عالم‌خان والی بخارا
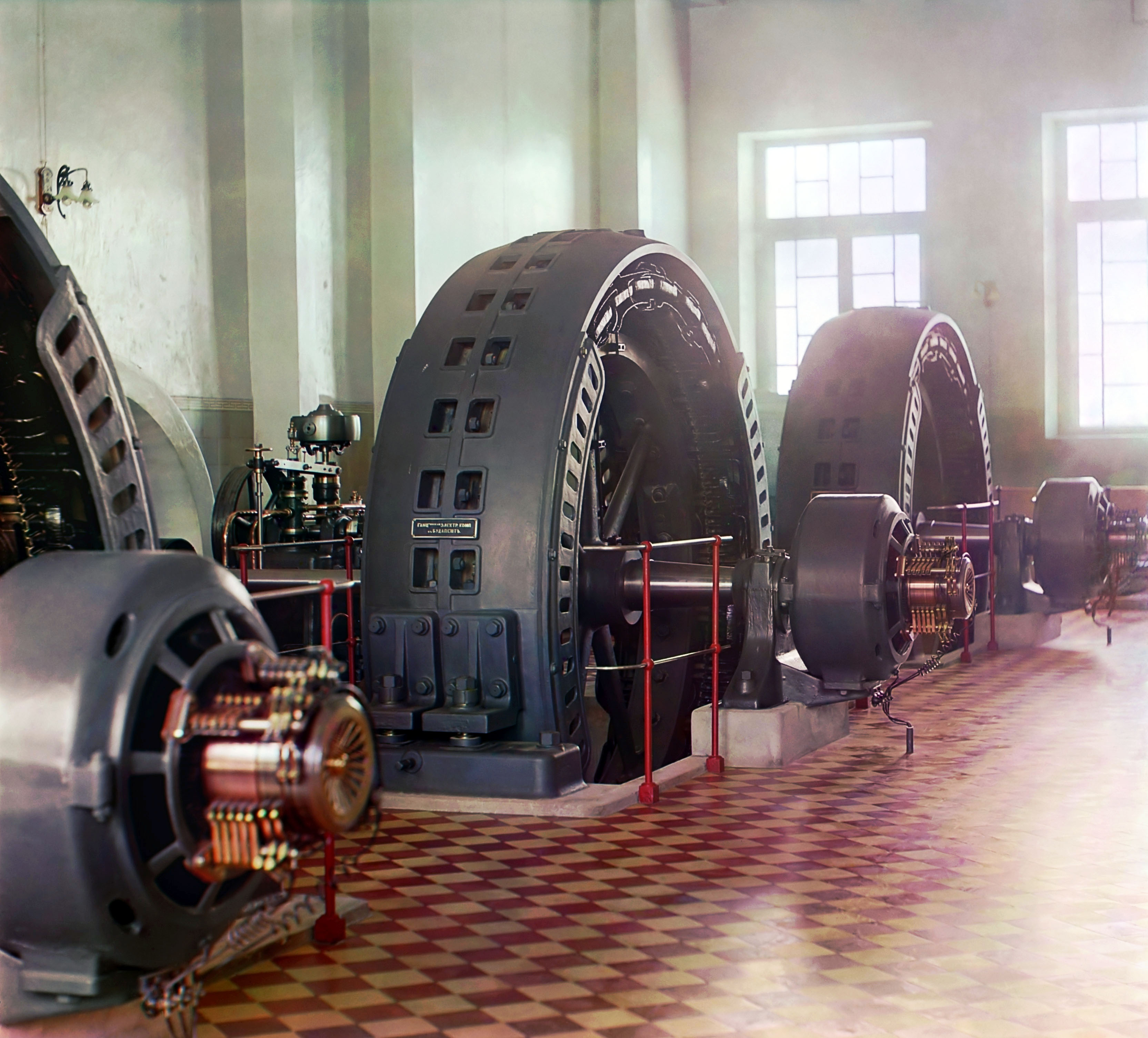
مولدهای برق
دختران روستایی روس
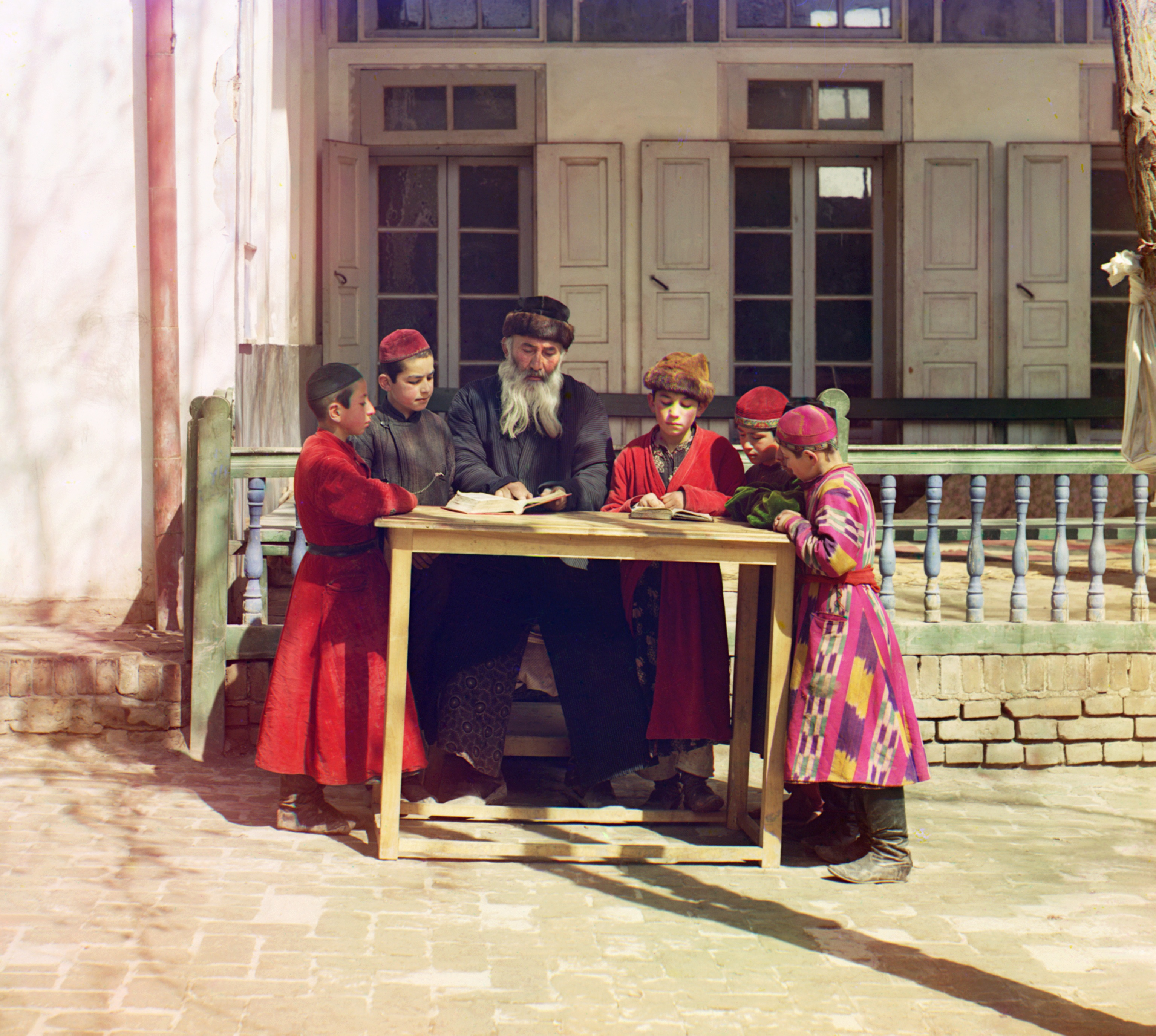
کودکان یهودیان بخارا در حال آموزش عبری از معلم خود در سمرقند
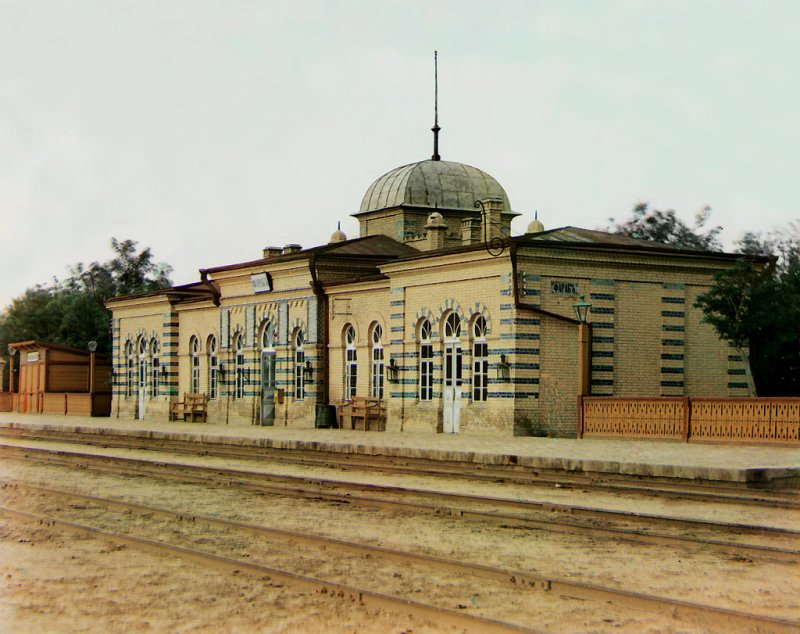
ایستگاه راه‌آهن اترار
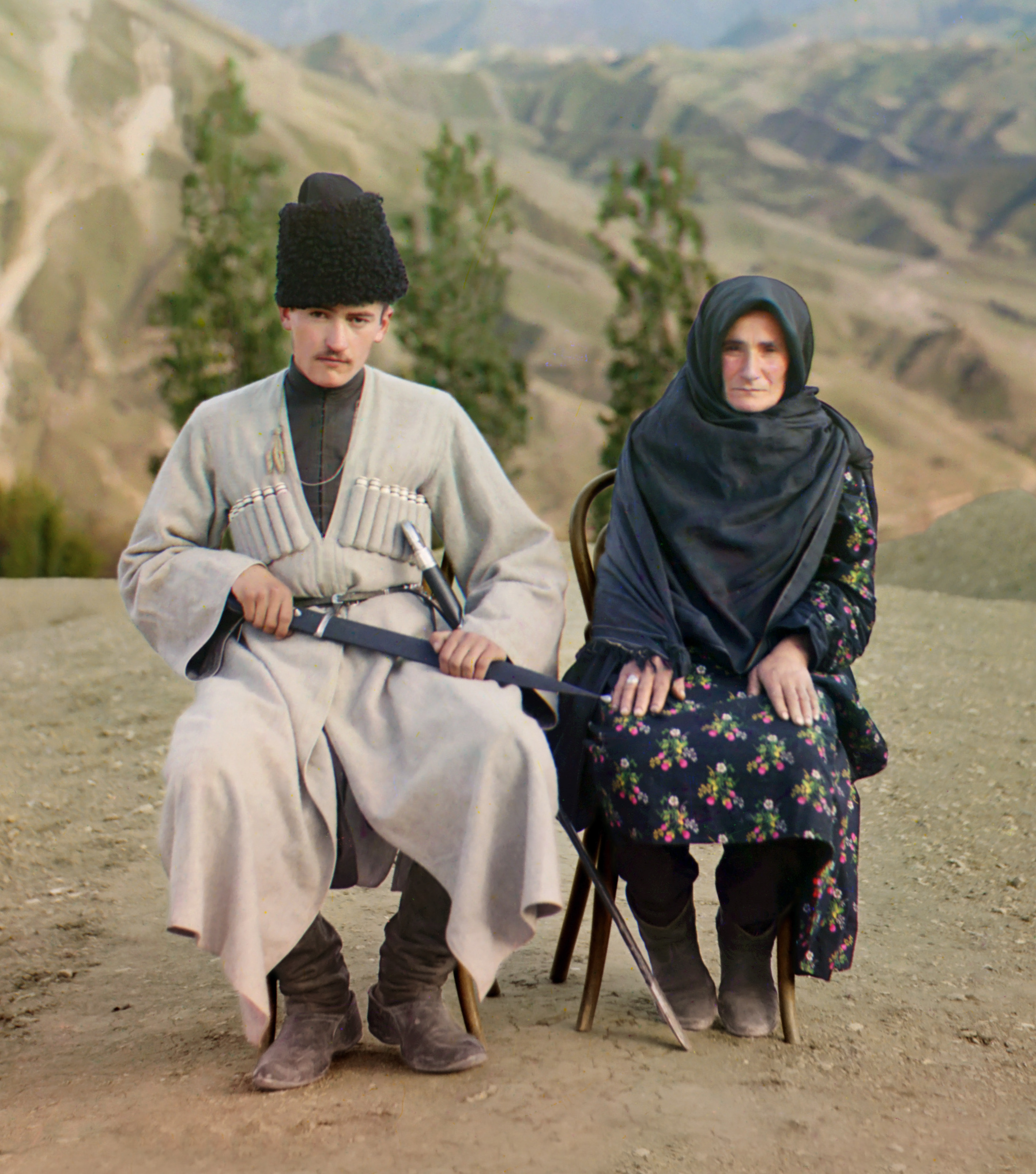
زن و مرد داغستانی
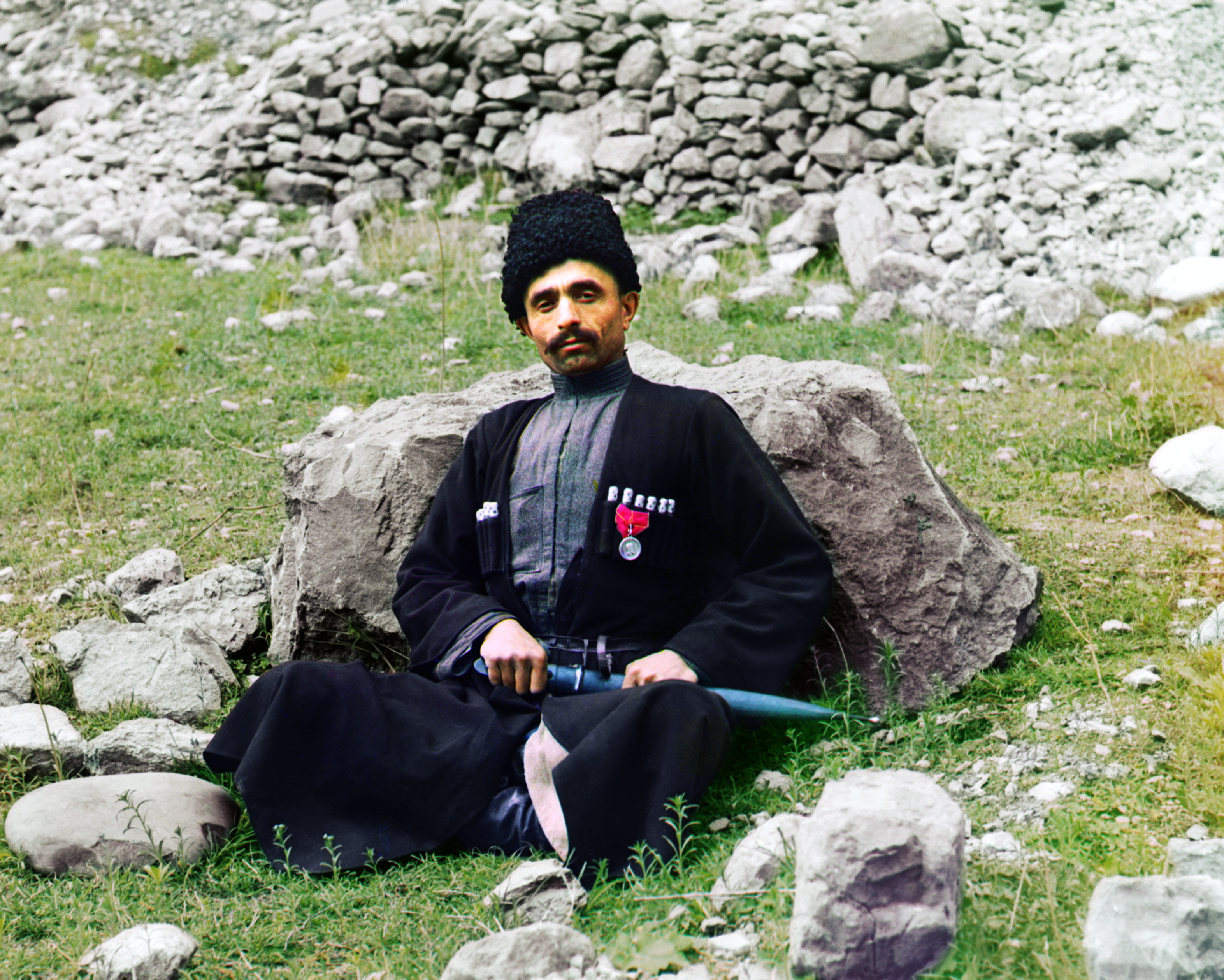
مسلمان سنی داغستانی، ۱۹۰۴
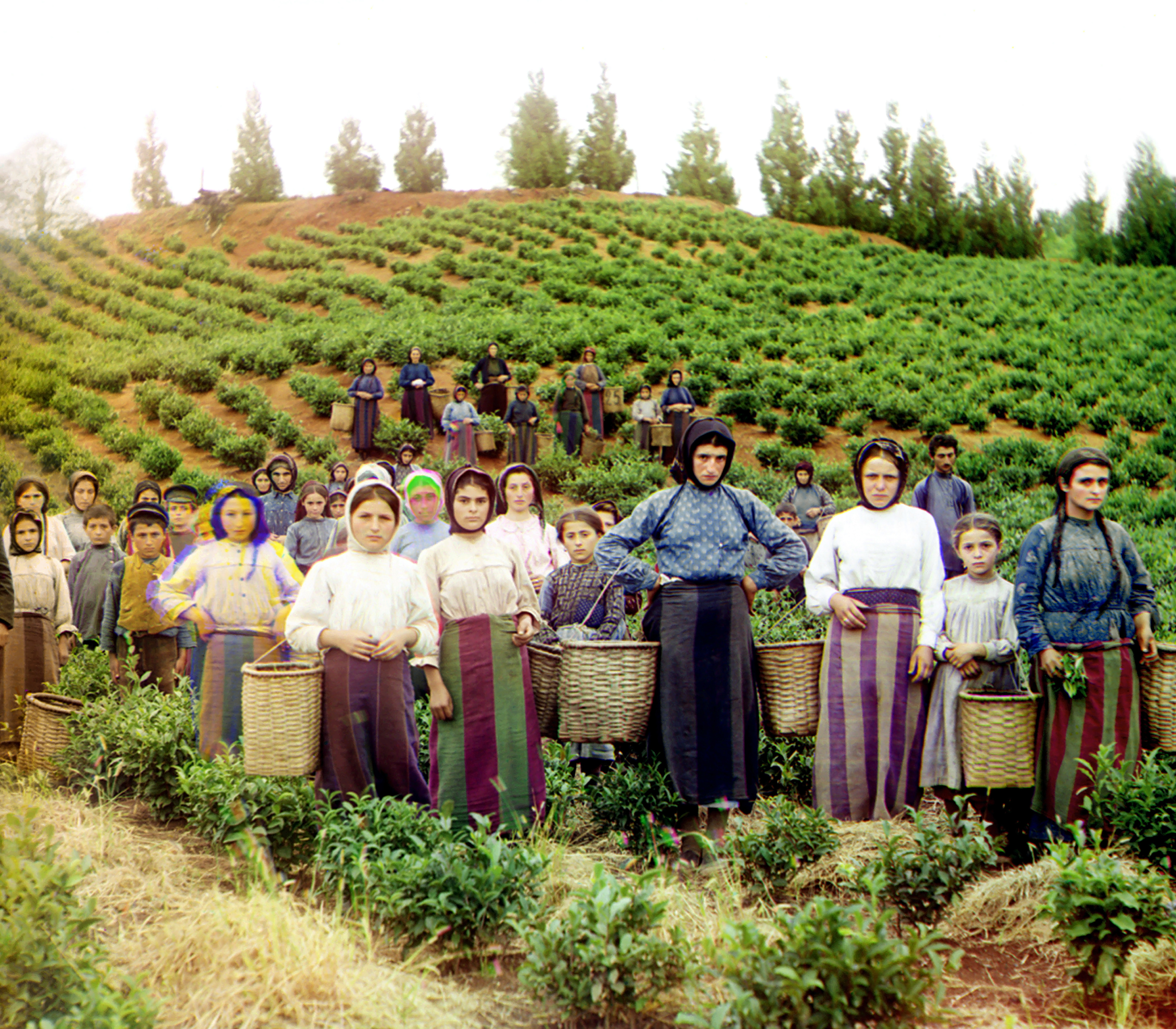
زنان و کودکان یونانی در حال برداشتن چای در چاکوی، جورجیا، حدود سال ۱۹۰۵–۱۹۱۵
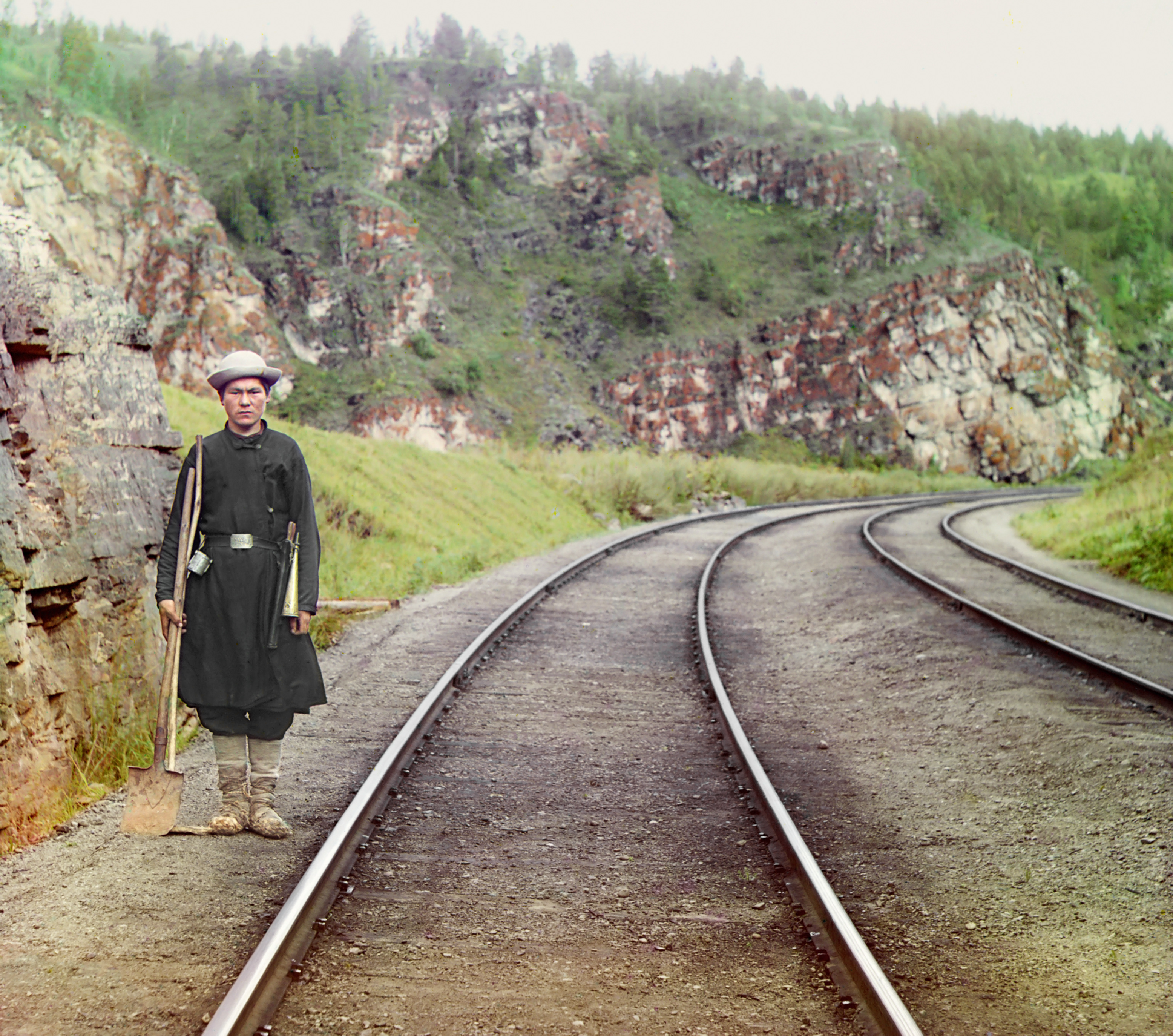
مرد باشقیری در نزدیکی اوست-خاتاف، ۱۹۱۰